# Phytocoris kahtahbi
Phytocoris kahtahbi är en insektsart som beskrevs av Bliven 1966. Phytocoris kahtahbi ingår i släktet Phytocoris och familjen ängsskinnbaggar. Inga underarter finns listade i Catalogue of Life.